# Џејмс Хук
Џејмс Хук (енгл. James Hook; 27. јун 1985) је професионални рагбиста и искусни репрезентативац Велса који тренутно игра за премијерлигаша Глостер (рагби јунион).

## Биографија
Висок 183 цм, тежак 93 кг, Хук је универзалан играч (енгл. Utility back), повремено је играо крило, центра и аријера, али ипак најчешће игра на позицији број 10 - отварач (енгл. Fly half)), зато што има добар преглед игре и добар шут. Хук је у каријери играо за Нет РФК, Перпињан и Оспрејс, а 2014. је прешао у Глостер. За репрезентацију Велса је одиграо 79 тест мечева и постигао 352 поена, тако да је међу најбољим поентерима у историји Велса.